# Hinterer Ehrenberg
Hinterer Ehrenberg ist einer von zwei benachbarten Ehrenberger Weilern im Osten der bergischen Großstadt Wuppertal. Der Name Hinterer Ehrenberg wird für die Ortslage nicht mehr verwendet, beide Weiler werden heute jeweils nur noch als Ehrenberg bezeichnet.  

## Lage und Beschreibung
Der Weiler befindet sich auf einer Höhe von 307 m ü. NHN in der Mitte des Wohnquartiers Ehrenberg auf dem gleichnamigen Ehrenberg im Stadtbezirk Langerfeld-Beyenburg. Etwa 500 Meter nördlich befindet sich der Weiler Vorderer Ehrenberg.
Weitere benachbarte Ortslagen, Hofschaften und Wohnplätze sind Adamsbusch, Wulfeshohl, Kucksiepen, Kattendieck, Hebbecke, Beyeröhde, Röckebecke, Siepen, Röttgen, Steinhauserberg, Schee, Kemna, Heusiepen und Dahlhausen.
Im Ort entspringt der Ehrenberger Bach, ein Zufluss der Wupper. Der Residenzenweg führte durch den Ort.

## Etymologie und Geschichte
Der Name Ehrenberg geht aus dem Waldgebiet Mehrenberger Mark hervor, dessen Kurzform Im Mehrenberg um 1800 zu Im Ehrenberg verschliffen wurde. Der Name des Markwalds ging auf den Berg und die beiden sich in Gipfellage befindlichen Siedlungsstellen über. Die Deutung von Mehrenberg ist nicht eindeutig. Es könnte sich von Berg des Mero ableiten oder eine Form des keltischen Worts Mir (=Berg) sein.
Bereits 1359 wurden drei oberhofunabhängige Ehrenberger Höfe urkundlich erwähnt. Sie gehörten zu der Zeit der Bauerschaft Langerfeld des Amts Wetter in der Grafschaft Mark an. Fraglich ist die Nennung eines vierten Ehrenberger Hofs im gleichen Jahr in einer Urkunde des Beyenburger Kloster Steinhaus als dessen Besitztum. 1550 werden zwei Ehrenberger Höfe als Teil der Villikation Göckinghof genannt, die ein Besitztum der Abtei Siegen war.
Der Ort ist auf der Situations Charte vom Fabrickendistrikte im Hochgericht Schwelm von 1788 als Auf dem hintersten Ehrenberge, auf der Karte der Gemeinde Langerfeld von 1825 und auf der Preußischen Uraufnahme von 1840/44 als Aufm hintersten Ehrenberge eingezeichnet, auf dem Wuppertaler Stadtplan von 1930 als Bezirk Ehrenberg. 
Im 19. Jahrhundert gehörte Hinterer Ehrenberg zur Landgemeinde Langerfeld im Landkreis Hagen (bis 1887) und dem Kreis Schwelm (ab 1887), die ein eigenes Amt bildete und am 5. August 1922 in die Stadt Barmen, heute Stadtteil von Wuppertal, eingemeindet wurde. 
Im Gemeindelexikon für die Provinz Westfalen von 1887 werden für die Ehrenberger Weiler 19 Wohnhäuser mit 242 Einwohnern angegeben.

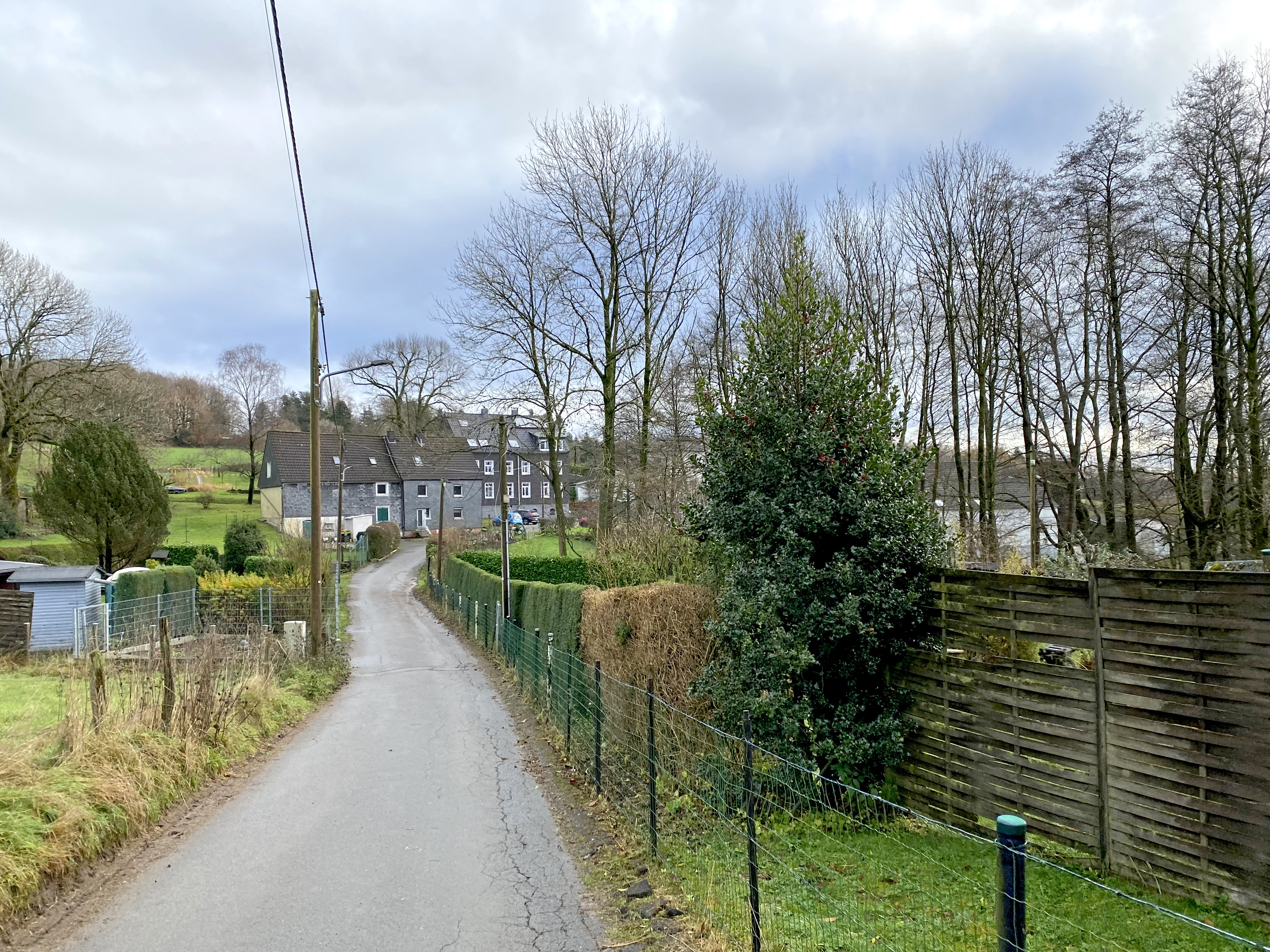
Hinterer Ehrenberg
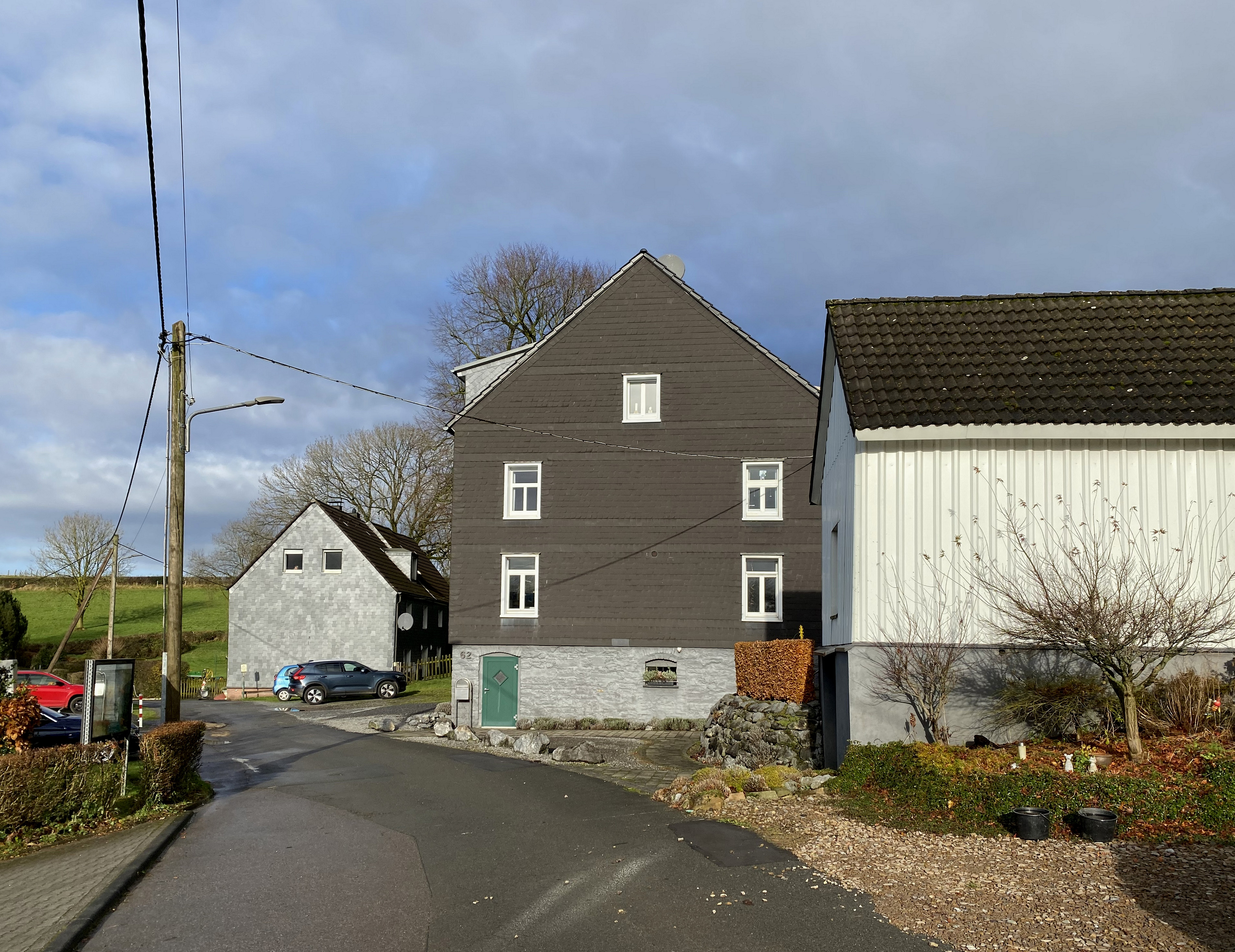
Ehrenberg 62
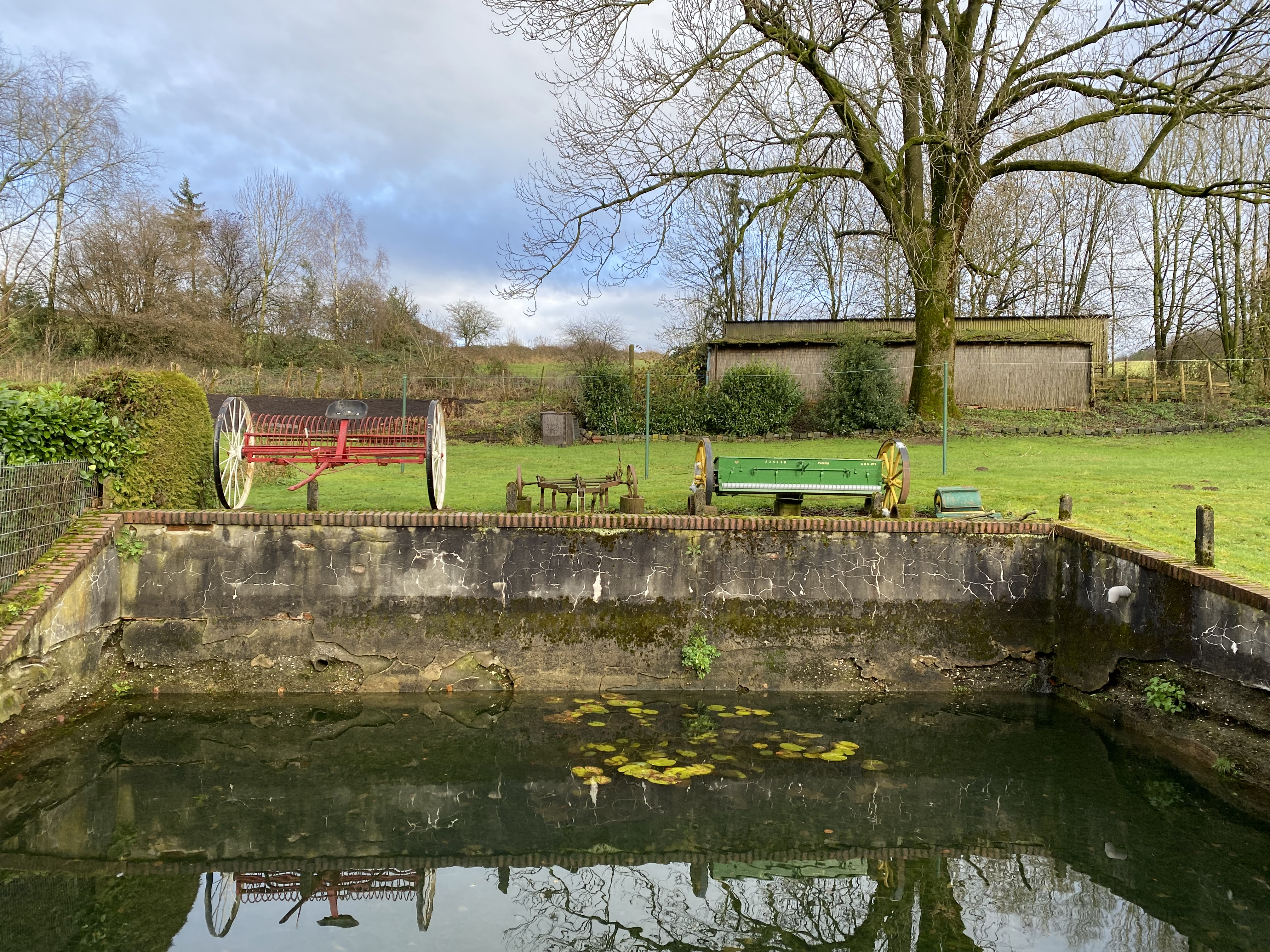
Löschteich / Ausstellung landw. Geräte
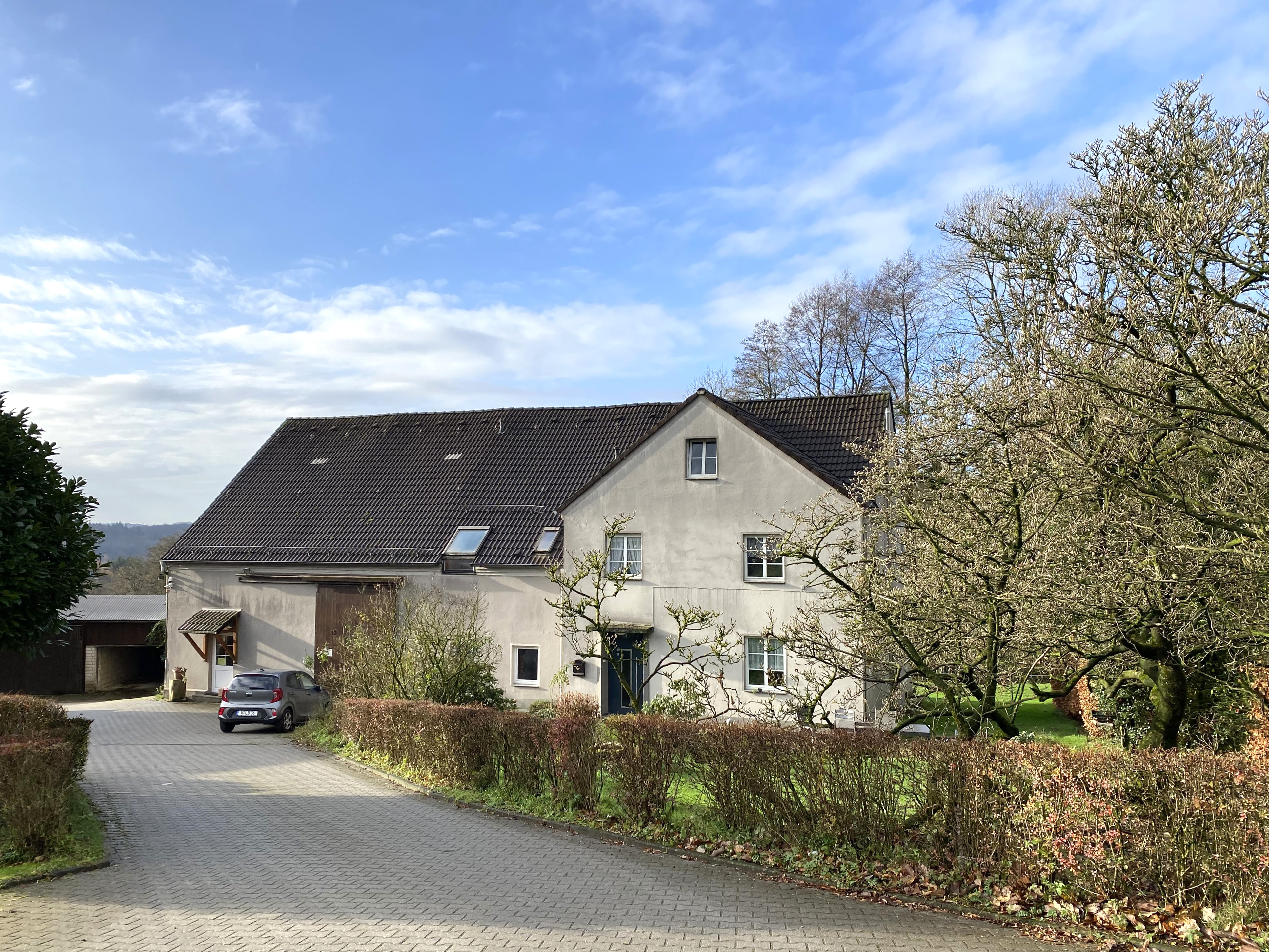
Bauernkäserei - Ehrenberg 63
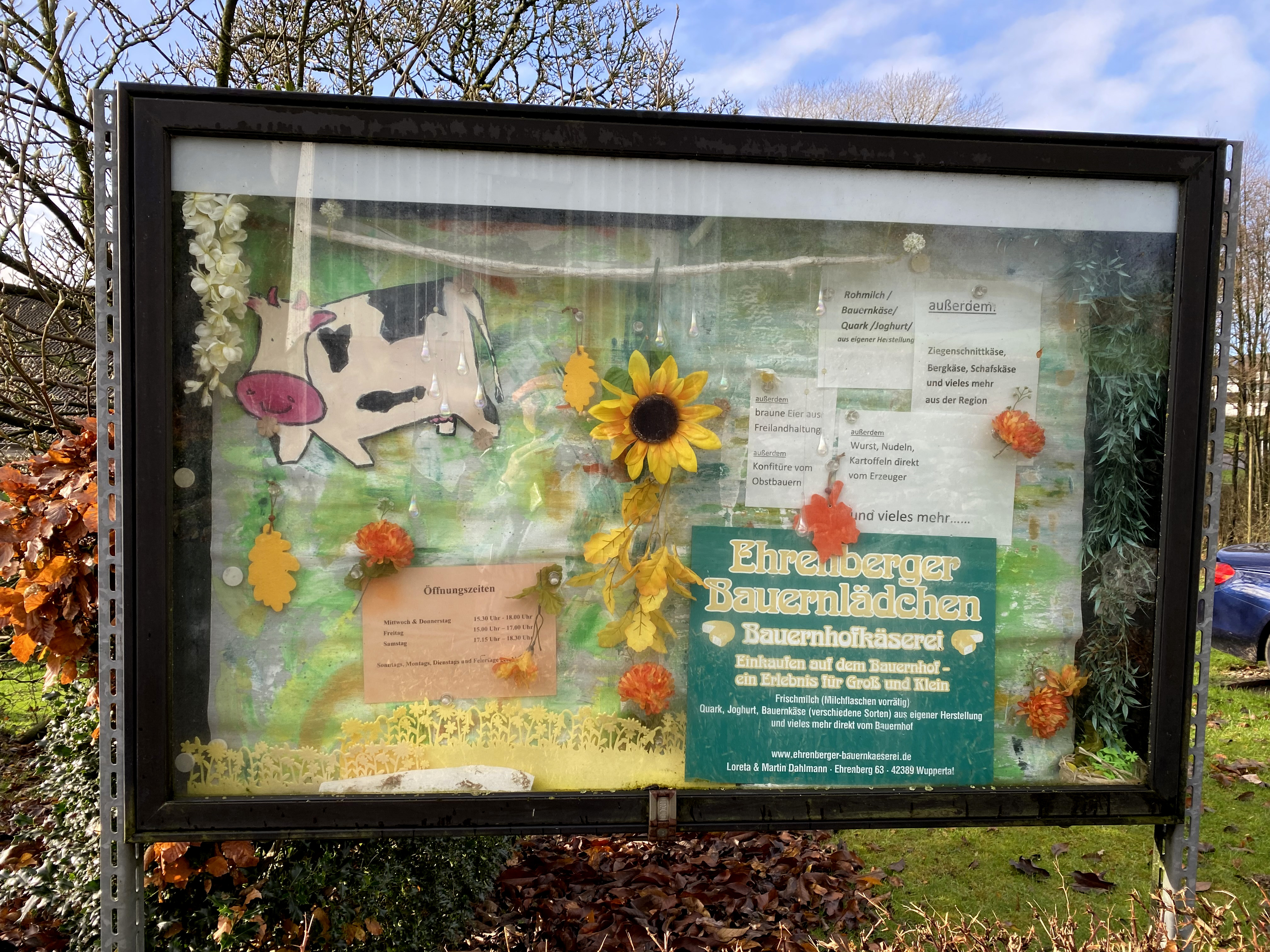
Bauernkäserei - Ehrenberg 63
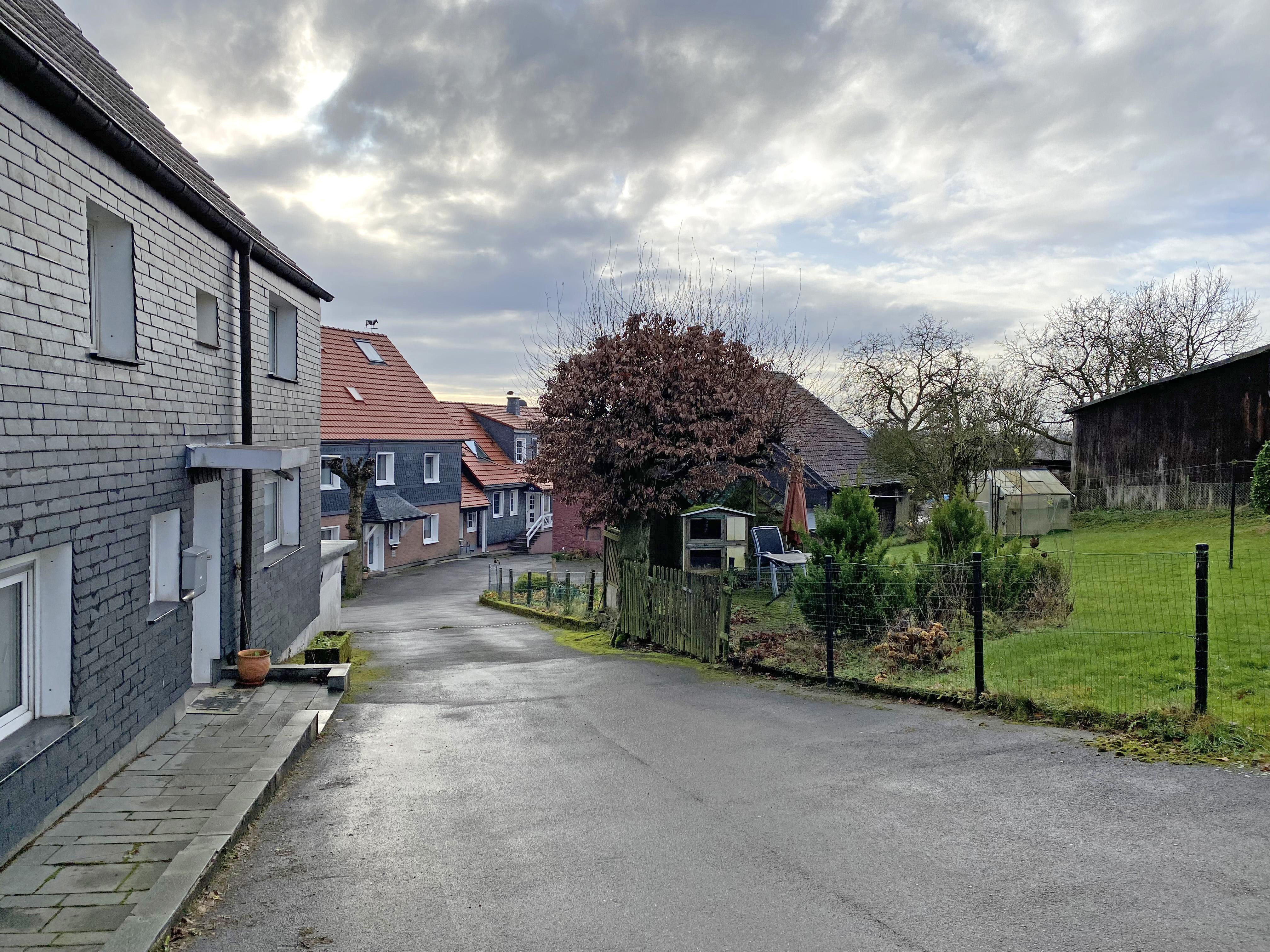
Ehrenberg 55, 56, 56a